# 张国藩
张国藩（1905年12月16日—1975年12月5日），字铁屏。湖北安陆人，中国物理学家、流体力学家、教育家。

## 生平
出生于湖北省安陆县北大乡大花店张家湾。1914年，进入莲花庵私整小学、崇文小学、武昌博文中学、上海沪江大学。后考取了湖北省官费赴美留学，进入康奈尔大学、依阿华大学，获工学博士学位。
回国后，任教于天津北洋工学院、沪江大学、岭南大学、陕南西北工学院、北洋大学、津沽大学、天津大学教授，后担任天津大学校长。